# Yamaha DX7
| Synthesizer      | Synthesizer                                      |
| DX7II-D          | DX7II-D                                          |
| Allgemeines      | Allgemeines                                      |
| ---------------- | ------------------------------------------------ |
| Name             | DX7                                              |
| Hersteller       | Yamaha                                           |
| Klangsynthese    | digital, FM-Synthese                             |
| Zeitraum         | 1983–1987                                        |
| Eigenschaften    |                                                  |
| Polyphon         | ja, 16                                           |
| Multitimbral     | nein                                             |
| Filter           | –                                                |
| LFO              | 1, verschd. Wellenformen                         |
| Effekte          | –                                                |
| Tasten           | 61, anschlagsdynamisch mit Aftertouch (monophon) |
| Int. Controller  | Pitch-, Modulationsrad                           |
| Ext. Controller  | Taster, Pedal, Breath-Controller                 |
| Schnittstelle(n) | MIDI                                             |
| Sequenzer        | –                                                |
| D/A Wandler      | 12 Bit                                           |
| Samples          | –                                                |
| Speicherplätze   | 32                                               |
| ROM              | –                                                |
| RAM              | –                                                |
| Ext. Speicher    | ROM- und RAM-Steckmodule                         |

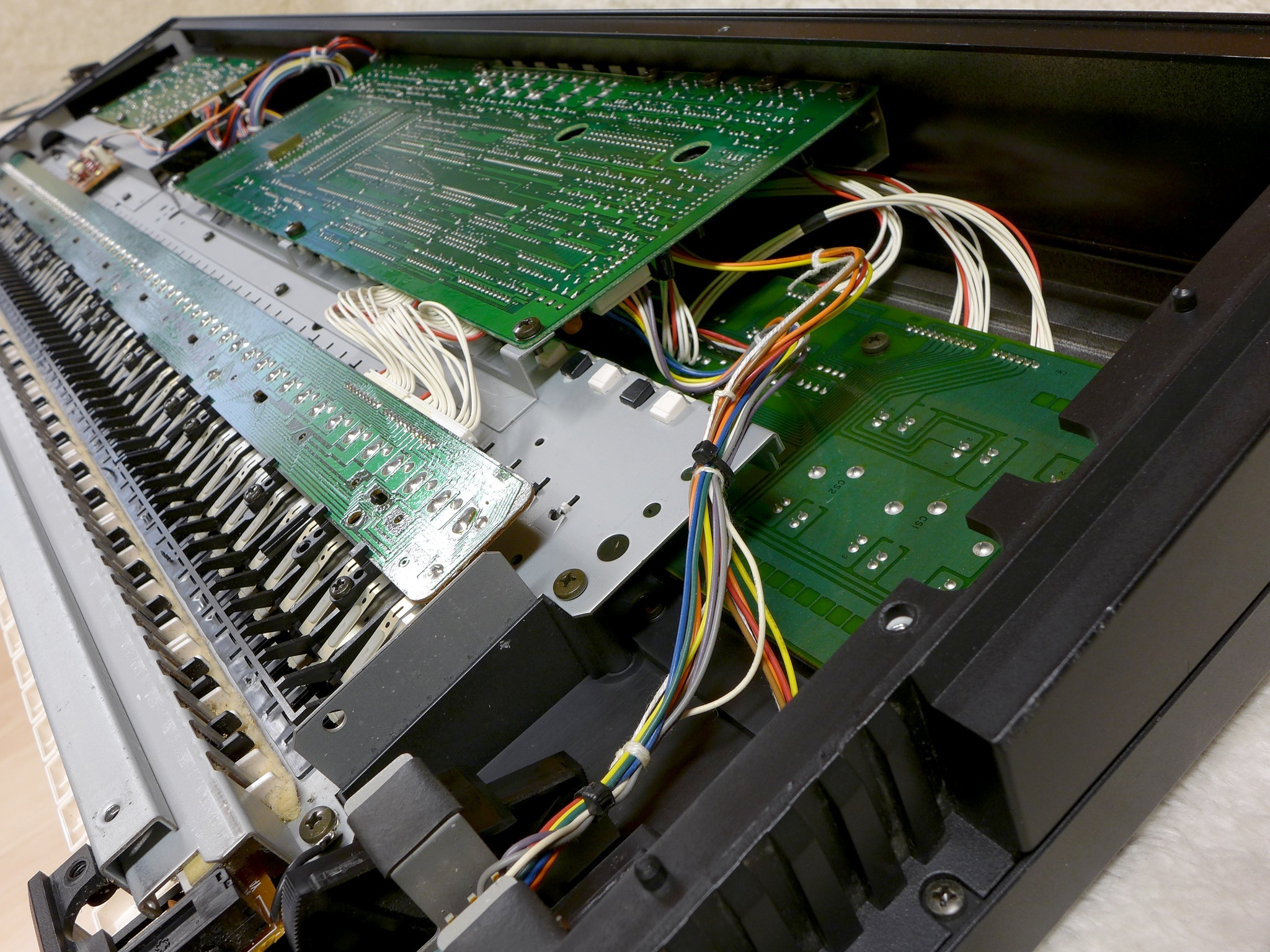
DX7 II geöffnet

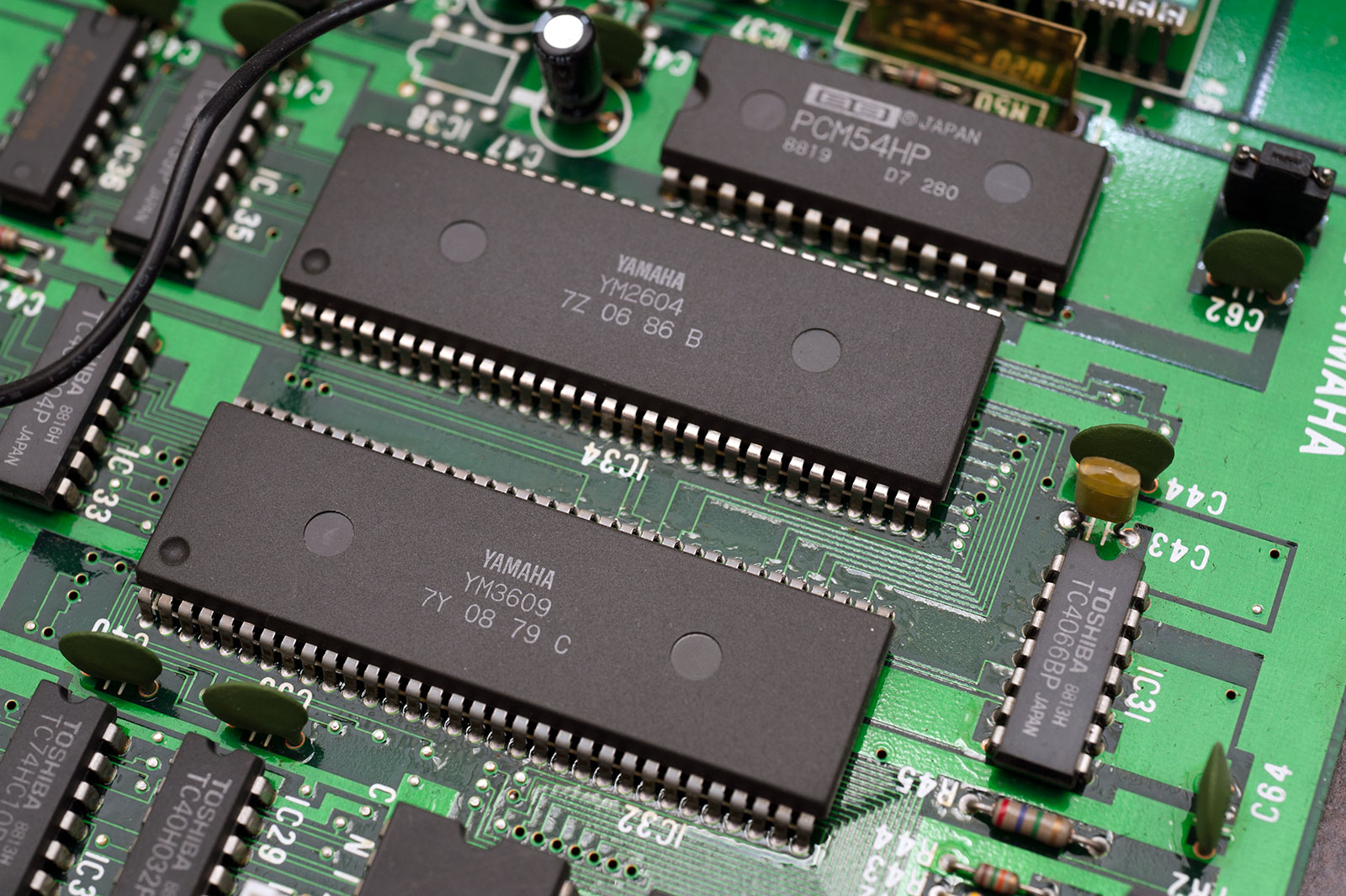
Yamaha-ICs im DX7 II

Der Yamaha DX7 ist ein digitaler Synthesizer vom Unternehmen Yamaha, der 1983 vorgestellt wurde. Er war der erste einem größeren Publikum zugängliche digitale Synthesizer. Durch seine weite Verbreitung, die neuen Klänge und die digitale Speicherung von Tönen spielte der DX7 eine nicht unerhebliche Rolle in der Popmusik der 1980er Jahre.

## Klang
Mit dem DX7-Synthesizer ist FM-Synthese (1967 von John Chowning erfunden und in den Folgejahren weiterentwickelt) erstmals in einem Massenprodukt zugänglich, das darüber hinaus vom Musiker selbst programmiert werden kann. Der DX7 zeichnet sich durch Klänge aus, die mit der traditionellen (subtraktiven) Synthese nicht erzielbar sind, so insbesondere realistische Nachahmungen schwingender Saiten, Stäbe, Metallzungen, Scheiben und Membranophonen sowie ferner flötenartigen Instrumenten (Flöten, Orgeln etc.). So wurden seit den frühen 80er-Jahren u. a. seine E-Piano-, Bassgitarren-, Glocken und Akustikgitarren-Sounds zu einem exklusiven klanglichen Markenzeichen des DX7. Die mit ihm erzeugten Klänge unterscheiden sich in vielen Fällen deutlich von denen analoger Synthesizer und waren prägend für die Klangästhetik der Pop- und Rockmusik in den 1980er Jahren.
Typische Beispiele für den DX7-Piano-Sound sind in den Songs The Greatest Love of All von Whitney Houston und Stay the Night (Chicago) zu hören, genauso wie Glockig-Sphärisches in Rosalie von Spliff und Touch In The Night von Silent Circle. Mitte der 1980er Jahre kam kaum eine Ballade ohne das „FM-E-Piano“ aus.
Innovative und musikalisch ebenso taugliche Beispiele für die damals neue Klangcharakteristik der Yamaha-FM-Synthesizer finden sich etwa auf den Alben von Depeche Mode, die zu jener Zeit ebenso reichlich mit der FM-Section des Synclavier gearbeitet haben, Spliff, Level 42 und auch Brian Eno, der diesen Synthesizer wie viele andere Musiker heute noch häufig einsetzt. FM-Sounds gelten mittlerweile als geeigneter Fundus für ein besonders experimentelles Klangmaterial.

## Spielmöglichkeiten und Technik
Neben seiner anschlagsdynamischen Tastatur bietet der DX7 die Möglichkeit, den Klang mit Controllern (Breath Control, Aftertouch, Fußregler und -taster, Modulationsrad und Pitch Bend Wheel) während des Spielens intensiv dynamisch zu beeinflussen, was zu einem für die Entstehungszeit ungewöhnlich lebendigen Klangbild führt. Er lockte bei seiner Präsentation ein Kaufpublikum an, das diese Dynamikmöglichkeit vom Klavier gewohnt war. Der DX7 ist einer der ersten Synthesizer mit MIDI-Schnittstelle und besitzt neben dem internen Klangspeicher (32 Speicherplätze) einen Cartridge-Steckplatz für zusätzliche Speichermedien. Seine sechzehnstimmige Polyphonie war 1983 in dieser Preisklasse sensationell.
Jede der 16 Stimmen wird durch einen komplexen zeitveränderlichen Wellenformalgorithmus bereitgestellt. Dieser Algorithmus erlaubt bis zu 6 numerisch repräsentierte Sinusfunktionen. Dabei sind je nach gewähltem Algorithmus einige Teilfunktionen als Trägerfrequenzen (Carrier) und andere als deren Modulatoren definierbar. Die Trägerwellen werden durch die Modulatoren frequenzmoduliert, also durch eine (horizontale) Zeitfunktion (nicht vertikale Amplitudenfunktion).
Zudem stehen sogenannte „Feedback“-Operatoren zur Verfügung: Dabei wird die Sinusträgerwelle mit sich selbst (identische Frequenz und Phase) frequenzmoduliert, wodurch die symmetrische Sinusfunktion je nach gegebenem Faktor asymmetrisch verzerrt und einer sogenannten Sägezahnschwingung ähnlicher wird.
32 wählbare Algorithmen stehen insgesamt zur Verfügung.
Die Klangerzeugung der beiden Synthesizer-Chips im DX7 ist vollständig digital implementiert. Die digitalen Werte der Sinusschwingungen werden aus einem internen ROM ausgelesen und weiterverarbeitet.
Die „Operatoren“ stehen nicht physisch zur Verfügung. Die resultierenden Wellenformen werden also nicht elektroakustisch erzeugt, wie bei sogenannter analoger Synthese, sondern der Tongenerator liefert die Werte der komplexen Wellenform als digitale Sample Blocks. In diesem Sinne ist von einer „virtuellen“ Echtzeitsynthese zu sprechen.
Beschreibend lautet die Aufschrift neben dem DX7-Logo daher: „Digital Programmable Algorithm Synthesizer“ („Digitaler programmierbarer Algorithmus-Synthesizer“). Die Möglichkeit, Algorithmen selbst zusammenzustellen, bieten die Folgeinstrumente SY77/99 und TG77 mittels externer Software-Editoren.
Entsprechend dem Stand der Digitaltechnik der frühen 1980er Jahre beträgt die Klangauflösung nur 12 Bit. Dadurch hat der DX7 der ersten Generation einen geringeren Signal-Rauschabstand und höhere Verzerrungen als später üblich. Im Gegensatz zur Tastatur des Nachfolgers DX7 II, gibt die des DX7 MIDI-Velocity-Werte lediglich bis 100 (von 127) aus, was zu nicht vollständig ausgenutzter Dynamik bei Ansteuerung externer Tonerzeuger führt. So klingen manche DX7-Sounds bei MIDI-Ansteuerung durch „vollwertige“ MIDI-Keyboards gelegentlich etwas zu obertonreich.
Die New York Times erwähnte den DX7 erstmals 1984 als Instrument einer neuen Dimension:
„Moderne Technik hat Mr. [Stevie] Wonder in die Lage versetzt, auf Reisen eine Ein-Mann-Band zu sein. Mit einem Yamaha-DX7-Synthesizer, einem Linn-Drum-Schlagzeugcomputer und einem kleinen, tragbaren Lautsprechersystem sang und spielte er zwei Songs von In Square Circle in seiner Hotel-Suite.“
Der Künstler nutzte, wie viele seiner Kollegen, das verlustfreie, eben digitale Abspeichern von Klängen und den schnellen Wechsel von einem Sound zum anderen als Basis für den damals aufkommenden Begriff des Homerecording.
Wegen seiner epochemachenden Bedeutung wird der DX7 im Deutschen Museum ausgestellt.

## Varianten
Unter der Bezeichnung TX816 gibt es ein 19-Zoll-System, das aus acht Einzelmodulen („TF1“) besteht, von denen jedes prinzipiell einem kompletten DX7 entspricht. Damit und mit dem Masterkeyboard KX88 sowie dem MIDI-Sequencer QX1 bot Yamaha ein unter damaligen Gesichtspunkten leistungsstarkes MIDI-Komplettstudio an. Der „TX7“ ist ein pultförmiges Klangmodul, das ebenfalls die DX7-Klangerzeugung besitzt. Ferner gab es zwei Tastatur-Topmodelle (DX1 und DX5), welche jeweils die Klangerzeugung von zwei DX7 (jeweils 16-stimmig polyphon) enthielten und damit Split- und Layer-Sounds ermöglichten.

## DX7 II

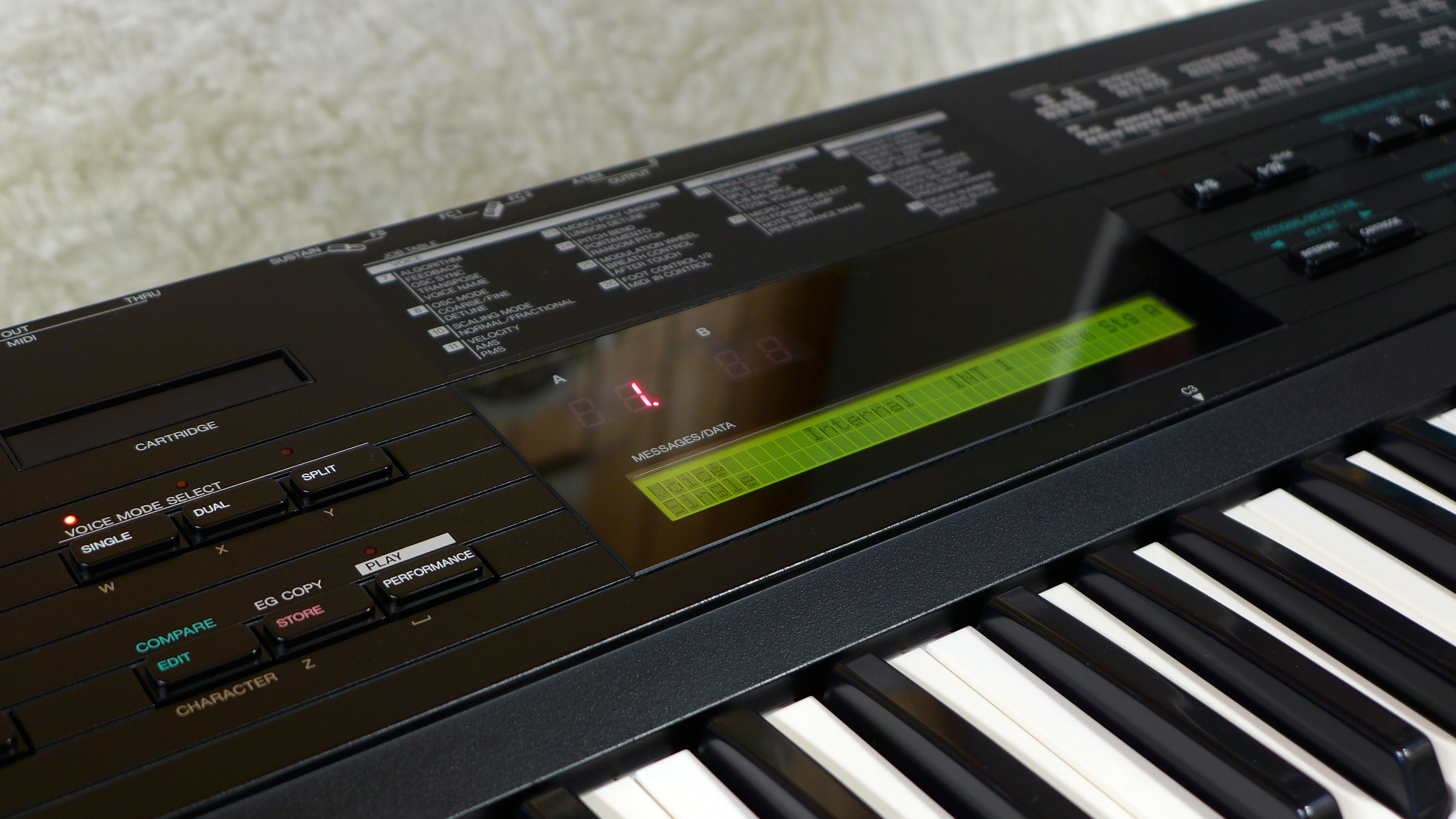
Display des DX7 II (beleuchtet).

1987 folgte nach etwa 160.000 verkauften Exemplaren der DX7II. Diese zweite Generation wurde in drei Tastaturversionen angeboten: DX7S, DX7IID und DX7IIFD. Das nun größere und beleuchtete Display (außer DX7S) verbessert den Überblick bei der Bedienung und Programmierung des Instruments erheblich. Anlässlich des 100-jährigen Firmenjubiläums 1987 wurde der DX7II zusätzlich als Version DX7II Centennial in einer limitierten Auflage von 300 Stück gefertigt, die mit silbernem Gehäuse, fluoreszierender 76er-Tastatur und vergoldeten Wheels und Programmtastern ausgestattet sind.
Parallel zur DX7II-Modellreihe gibt es den TX802 als Expanderversion im 19"-Format, der somit den TX7 ablöste. Vereinfacht gesagt basiert dessen Klangerzeugung auf acht 2-stimmigen DX7-Modulen, mit denen maximal 8 verschiedene Klänge gleichzeitig möglich sind. Für zusätzliche Stimmen pro Klang lassen sich mehrere Expander miteinander verbinden. Allerdings nur bis zu einer maximalen Anzahl von 16 Stimmen wie im DX7II, der nur 2 verschiedene Klänge gleichzeitig erzeugen kann, und diese entweder übereinandergeschichtet (Dual-Mode) oder jeweils für einen abgegrenzten Tastaturbereich (Split-Mode).
Zudem wurden die D/A-Wandler verbessert, was zwar zu klarerem Klangbild führt, aber von Soundpuristen manchmal abgelehnt wird. Eine weitere Option ist der „Unison Mode“, der durch das Stapeln mehrerer Stimmen mit wählbarer Verstimmung besonders fette Klänge erzeugt. Die zweite DX7-Generation bietet den LFO 16-fach an (sprich: für jede polyphone Stimme einzeln) und hat statt Mono- einen Stereo-Ausgang für das Audiosignal.

## Zubehör
Für sämtliche DX7-Modelle wurden von anderen Herstellern Zubehörteile und Modifikationen angeboten. Besonders bekannt sind die Speichererweiterungen E! (Grey Matter Response), Supermax und SPX (EES). Sie bieten teils auch Zusatzfunktionen wie Split, Dual, Octal Mode, Sequencer. Vielfältig ist die Auswahl an Speicher-Cartridges in mehreren Größen von 32 bis 1024 Sounds, die von mehreren Firmen hergestellt und mit neuen Klängen in größeren Stückzahlen verkauft wurden. Der in geringer Auflage hergestellte DX-Programmer (Jellinghaus) bietet Zugriff auf alle Parameter, jeweils mit eigenem Drehregler.

## Sounddesign
Die etwas umständliche Programmierung der komplexen Algorithmus- und Parameterstruktur führte zum Entstehen eines Marktes für Sounds: DX7-Benutzer, die das damals neue Handwerk Sounddesign im Bereich der FM-Synthese beherrschten und gleichzeitig kaufmännische Ambitionen hatten, boten eigene Klangprogrammierungen als spielfertige Sounds zum Verkauf an. Der Soundhandel wurde durch die massenhafte Verbreitung von DX7-Synthesizern vorübergehend zu einem lukrativen Geschäft, wodurch dieses Marktsegment in der Folgezeit auch für eine Vielzahl anderer Instrumente interessant wurde und heute noch ist. Sounds wurden zunächst als Datenblatt, später auf Cartridges und Floppy Disk verbreitet. Heute sind die meisten davon als Download im Internet zu bekommen. Manche Sounddesigner haben sich über den DX7 einige Bekanntheit unter Musikern erarbeitet.

## DX7-Anwendungen heute
Mittlerweile gibt es Software-Synthesizer, wie bspw. den Open Source Dexed, die seine Technologie emulieren und weiterführen. Die berüchtigt-komplexe Bedienung der als Vorbild dienenden Yamaha DX-Instrumente wird damit nicht unbedingt vereinfacht. Aber die Emulatoren ermöglichen einen, zumindest im Falle von Freeware, günstigen Zugang zu dem enormen Klangpotential dieser Synthesemethode. Ein weiterer Vorteil der Software ist der globale Parameterüberblick, der beim DX7 durch das kleine zweizeilige LC-Display recht eingeschränkt ist.